# Bissert (Bas-Rhin)
Bissert ist eine französische Gemeinde mit 156 Einwohnern (Stand 1. Januar 2021) im Département Bas-Rhin in der Region Grand Est (bis 2015 Elsass).

## Geschichte
Bissert wurde im Jahr 1542 als Bussert bzw. Bysser erstmals schriftlich erwähnt. Das Dorf blieb von den Folgen des Dreißigjährigen Krieges nicht verschont.
Aus Dokumenten geht hervor, dass Bissert im 19. Jahrhundert mehr als 200 Einwohner hatte.

## Bevölkerungsentwicklung
| Jahr      | 1962 | 1968 | 1975 | 1982 | 1990 | 1999 | 2007 | 2012 | 2014 |
| Einwohner | 187  | 190  | 174  | 135  | 133  | 157  | 144  | 159  | 157  |